# Iglesia de Nuestra Señora de Chiquinquirá (Rionegro)
La Iglesia Nuestra Señora de Chiquinquirá es un templo de culto católico, dedicado a la Virgen María bajo la advocación de Chiquinquirá. Está ubicado en la vereda “El Tablazo” del municipio colombiano de Rionegro (Antioquia) y pertenece a la jurisdicción eclesiástica de la Diócesis de Sonsón-Rionegro.
El templo tiene planta rectangular, techo a dos aguas y el interior presenta, con ligeros cambios, los elementos de la construcción original, pues la fachada principal es fruto de una intervención entre 1940 y 1950, en donde se cambió la fachada sencilla con espadaña a una con estructura aporticada y que se prolonga en una torre central de sección cuadrada, rematada por una pequeña cúpula.

## Historia

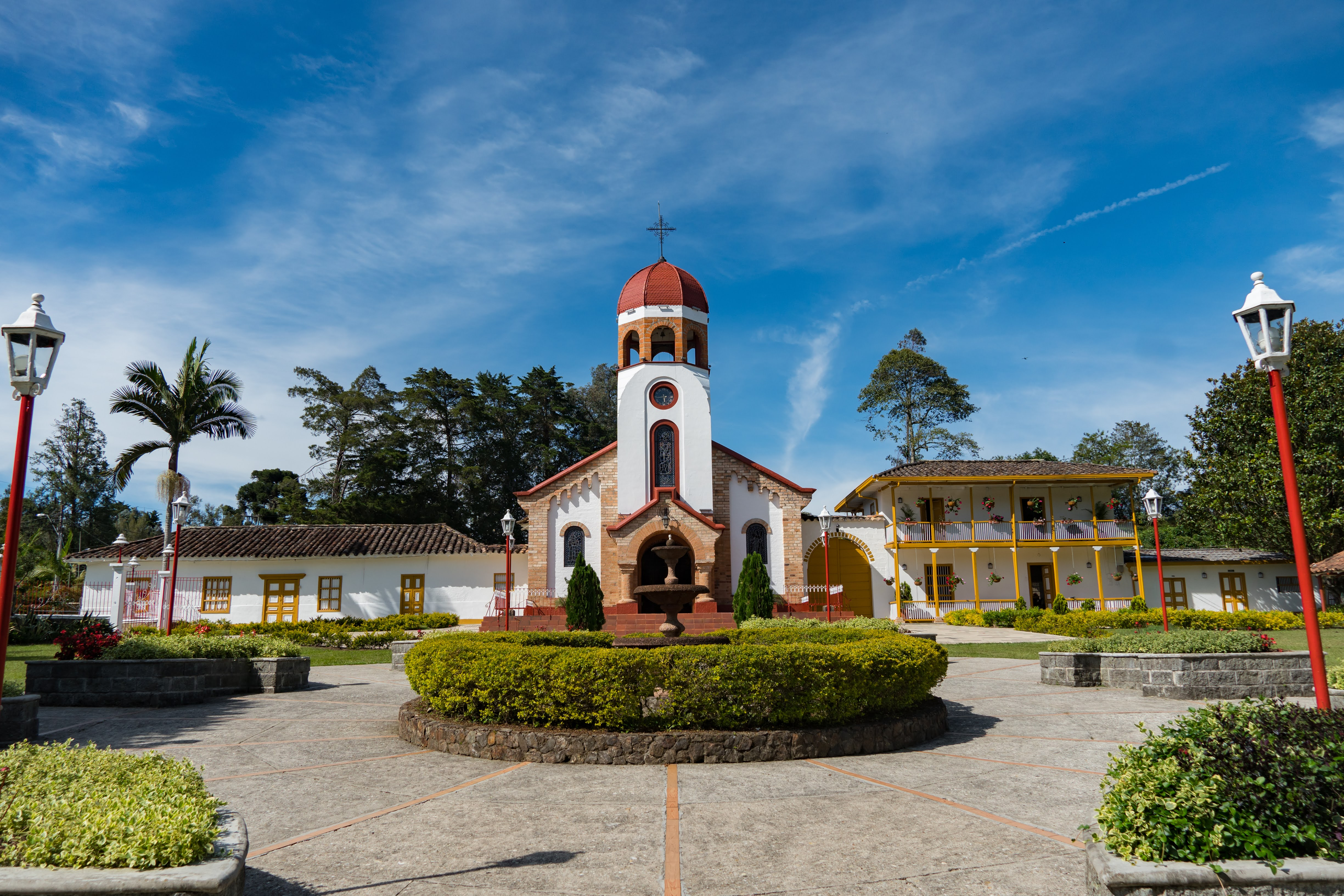
Plazoleta de la iglesia.

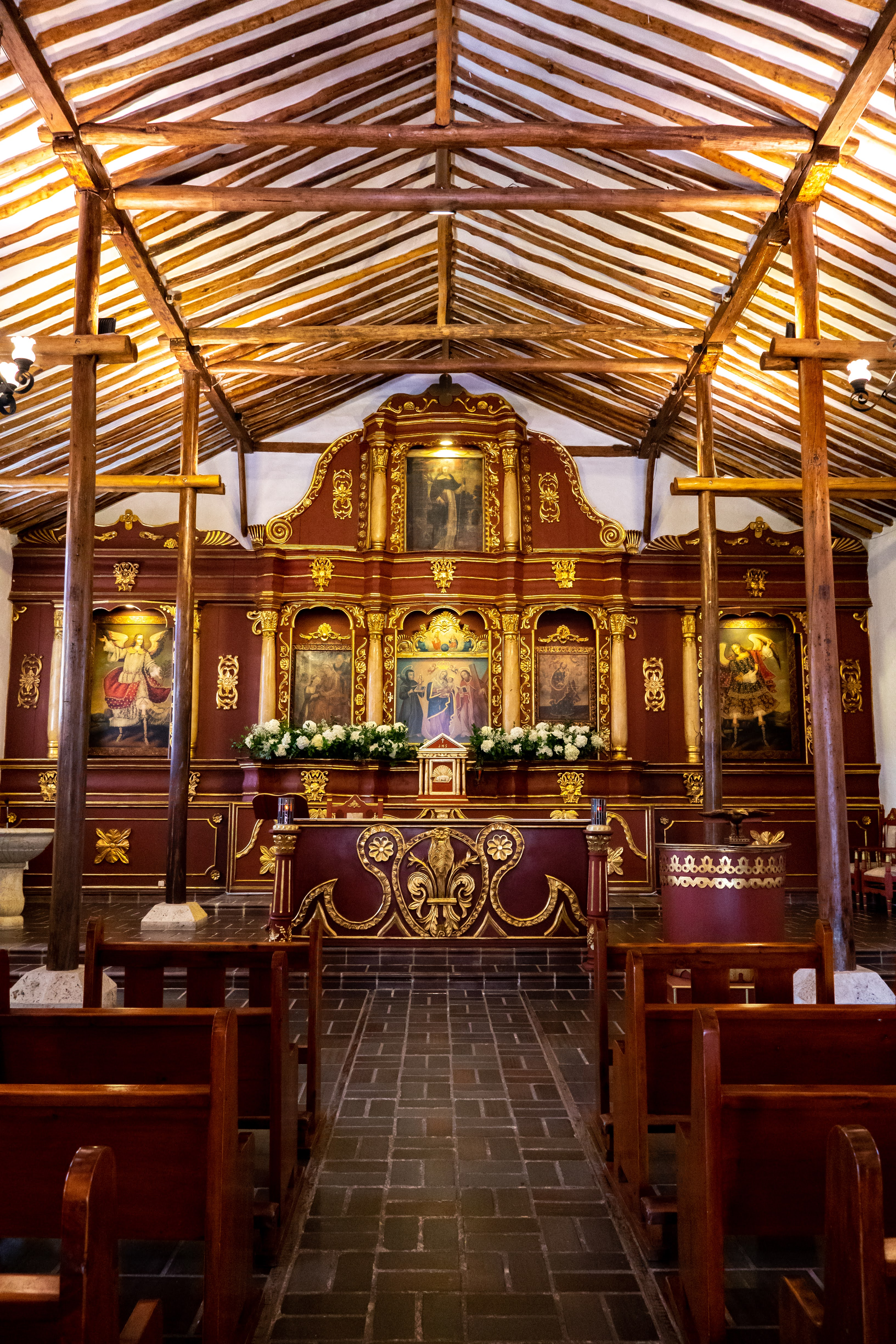
Vista interior.

En “El Tablazo”, zona rural de Rionegro, en terrenos pertenecientes al Sargento Mayor Miguel Gutiérrez de Lara, se construyó una capilla para albergar el cuadro de la Virgen de Chiquinquirá, que por muchos años había permanecido en el oratorio familiar. La pequeña capilla fue consagrada por su hijo, el presbítero Melchor Gutiérrez de Lara en 1735, con las previas autorizaciones canónicas concedidas por el Obispo de Popayán. Años después, el levita Melchor se fue a Tunja y dejó un testamento donde dejaba la hacienda de El Tablazo a la comunidad de los Agustinos de Santafé de Bogotá, con la condición de que establecieran un convento en el valle de San Nicolás de Rionegro.
La fundación de dicho convento no se hizo efectiva, entonces Miguel Gutiérrez, hijo, compró la propiedad en 1753. Este a su vez se la vende al padre José Joaquín González. Así sucesivamente, la propiedad fue cambiando de dueño al igual que la capilla. Pero con el transcurrir de los años, la sencilla construcción no soportó el paso del tiempo y a principios del siglo XIX fue necesario trasladar la imagen de la virgen a Rionegro.
En 1870, los tablaceños encabezados por el presbítero Leoncio Villa, comenzaron la construcción del nuevo templo, en un terreno donado por Juan Villa. El 20 de octubre de 1874 se trajo de nuevo el cuadro de la Virgen, que estuvo ausente de El Tablazo por setenta y cinco años. El 26 del mismo mes, el padre Eustaquio Arbeláez Tobón celebró la primera misa. El Maestro de obras en construcción fue Ponciano Maya y en la pintura y decoración, intervino el maestro Barco.
De acuerdo con los datos históricos, la arquitectura de la capilla era sencilla; muros de tapia, techo cubierto con teja española y una pequeña espadaña. Entre 1940 y 1950 la donación que hizo un feligrés se invirtió en modernizar la fachada principal, con resultados poco acertados. Basta compararlo con la casona que hay al lado y que sirve actualmente de vivienda a los padres Somascos, encargados de la parroquia.